# Esquerda Unida e Alternativa
A Esquerda Unida e Alternativa (em catalão, Esquerra Unida i Alternativa - EUiA) é uma coligação de partidos políticos catalã (Espanha). Define-se como uma movimento politico e social de orientação socialista e funciona como a versão catalã da Esquerda Unida.

## História
Em 1987 foi criada a aliança Iniciativa pela Catalunha, sob o impulso do Partido Socialista Unificado da Catalunha (equivalente catalão do PCE) e incluindo a Entesa dels Nacionalistes d'Esquerra e o Partido dos Comunistas da Catalunha. Mais tarde a coligação seria alargada a "Os Verdes - Confederação Ecologista da Catalunha", passando a designar-se "Iniciativa pela Catalunha - Os Verdes".
A nível organizativo surgiram diferenças sobre se a aliança deveria fundir-se num único partido ou se as várias organizações deveriam manter a sua autonomia orgânica. Esta discussão estava ligada à discussão ideológica sobre se a IC deveria ir além do comunismo ou se deveria limitar-se ao trabalho programático eleitoral. Também havia discordâncias sobre que politica de alianças seguir face ao Partido Socialista da Catalunha.
Essas tensões levam a um rutura da coligação em 1997, com o abandono do PCC, e depois de um importante sector do PSUC (contrário à sua dissolução na IC, que havia tido 45% dos delegados no congresso desse ano), que dará origem ao PSUC-viu ("vivo", em catalão).
Em 1998, o PCC e o PSUC, junto com a secção catalã do Partido de Ação Socialista (grupo originária da ala esquerda do PSOE) e com o Colectivo por uma Esquerda Alternativa (equivalente catalão da Esquerda Alternativa, grupo criado pela fusão entre uma organização trotskista e uma maoísta) criam a Esquerda Unida e Alternativa, à qual se juntam dois partidos trotskistas, o Partido Operário Revolucionário e o Partido Revolucionário dos Trabalhadores - Esquerda Revolucionária (este último, afecto à Liga Internacional dos Trabalhadores - Quarta Internacional, viria a abandonar a coligação). A partir daí, a EUiC passa a ser a versão local da Esquerda Unida (inicialmente representada na região pela Iniciativa pela Catalunha).
A partir de 2002 a EUiA deixou de competir eleitoralmente com a Iniciativa pela Catalunha, passando a concorrer em listas conjuntas às eleições, sob a designação "Iniciativa pela Catalunha Verdes - Esquerda Unida e Alternativa" (Iniciativa per Catalunya Verds - Esquerra Unida i Alternativa).

## Resultados eleitorais

### Eleições regionais da Catalunha
| Data | Votos  | %        | Deputados | +/- | Status            | Coligação                        |
| ---- | ------ | -------- | --------- | --- | ----------------- | -------------------------------- |
| 1999 | 44 454 | 1,4 (#6) | 0 / 135   |     | Extra-parlamentar |                                  |
| 2003 | N/D    | N/D      | 1 / 135   | 1   | Governo           | Iniciativa pela Catalunha Verdes |
| 2006 | N/D    | N/D      | 2 / 135   | 1   | Governo           | Iniciativa pela Catalunha Verdes |
| 2010 | N/D    | N/D      | 2 / 135   | =   | Oposição          | Iniciativa pela Catalunha Verdes |
| 2012 | N/D    | N/D      | 3 / 135   | 1   | Oposição          | Iniciativa pela Catalunha Verdes |
| 2015 | N/D    | N/D      | 1 / 135   | 2   | Oposição          | Catalunha Sim Se Pode            |

## Composição
Atualmente a EUiA é composta pelas seguintes organizações:
- Partido dos Comunistas da Catalunha (Partit dels Comunistes de Catalunya)
- Partido Socialista Unificado da Catalunho - vivo (Partit Socialista Unificat de Catalunya Viu)
- Partido Operário Revolucionário (Partit obrer Revolucionari)
- Colectivo por uma Esquerda Alternativa (Col·lectiu per una Esquerra Alternativa)
- Partido de Ação Socialista da Catalunha (Partit d´Acció Socialista de Catalunya)